# دره‌صیدی
دره‌صیدی نام روستایی در شهرستان بروجرد است. این روستا در دهستان دره‌صیدی در شرق این شهرستان قرار گرفته و فاصله آن تا شهر بروجرد پانزده کیلومتر است. دارای آب و هوای کوهستانی با تابستان‌های خشک است و باغ‌های فراوان میوه دارد. گندم و انگور دو محصول عمده آن هستند. این دره در نزدیکی روستای دهگاه قرار گرفته و این دو بیشتر با هم و به صورت «دهگاه دره‌صیدی» در منطقه شهرت یافته‌اند. دره‌صیدی با جاده‌ای آسفالته از شهرک نیاوران شهر بروجرد قابل دسترسی است.
کد ارتباط تلفنی این روستا ۰۶۶۴۲۶۶ است.
بیشترافراد این روستا فامیلی کاوند را دارا می باشند

## جمعیت
بنابر سرشماری مرکز آمار ایران، جمعیت دره‌صیدی در سال ۱۳۸۵ برابر با ۴۷۶ نفر بوده‌است که از این میان ۲۴۶ نفر مرد و بقیه زن بوده‌اند. این دهستان ۱۳۲ خانوار دارد.